# Веселовка (Ростовская область)
Веселовка — хутор в Морозовском районе Ростовской области.
Входит в состав Гагаринского сельского поселения.

## Население
| 2010 |
| ---- |
| 375  |

## Улицы
| - ул. Железнодорожная, - ул. Ломоносова, - ул. Набережная, | - пер. Новый, - ул. Речная, - ул. Советская. |